# Complexe administratif du Gouvernement de Moscou
Le complexe administratif du Gouvernement de Moscou (en russe : Административный комплекс правительства Москвы) était un projet de gratte-ciel à Moscou en Russie, visant à rassembler dans un seul bâtiment, la mairie et la douma (parlement) de la ville, le gouvernement de la ville de Moscou utilisant en effet actuellement bon nombre de bâtiments différents pour les services municipaux.
Le projet consiste en quatre gratte-ciel reliés entre eux par des ponts, le tout situé sur Kutuzovskiy Prospect dans le nouveau quartier financier de Moskva-City. Le plus haut d’entre eux devait mesurer 308,4 mètres pour 70 étages et être terminé en 2011.
La construction du complexe a été annulée à la suite de la crise financière de 2008.